# Heterotropus kazanovskyi
Heterotropus kazanovskyi är en tvåvingeart som beskrevs av Paramonov 1925. Heterotropus kazanovskyi ingår i släktet Heterotropus och familjen svävflugor. Inga underarter finns listade i Catalogue of Life.